# Nostitzowie
Nostitz – ród szlachecki z Górnych Łużyc, który dość wcześnie rozpowszechnił się na Śląsk, Czechy i Polskę.

## Historia

### Górne Łużyce
Panowie von Nostitz są odnotowywani od roku 1280 w swojej siedzibie rodowej Nostitz (górnołuż. Nosaćicy) – obecnie dzielnicy miasteczka Weißenberg. W 1439 Nostitz zostało przez rodzinę sprzedane. Ród dzielił się na trzy gałęzie:
1. Unwürde (przy Kittlitz) z linią Unwürde i Cunewalde,
2. Ullersdorf (przy Jänkendorf) z dwiema liniami Ullersdorf i Schönbrunn (do ostatniej należą śląskie linie Damitsch, Ransau, Lampertsdorf i Zedlitz) oraz
3. Rothenburg z liniami Rothenburg, Guttau i Tzschocha. Właściwa linia rothenburskich Nostitzów zaczęła się od Caspara von Nostitz (zm. 1484), którego trzej synowie, Hartwig, Georg und Otto (I), założyli, później bardzo rozgałęzione, linie Tzschocha, Guttau i Rothenburg.

### Czechy

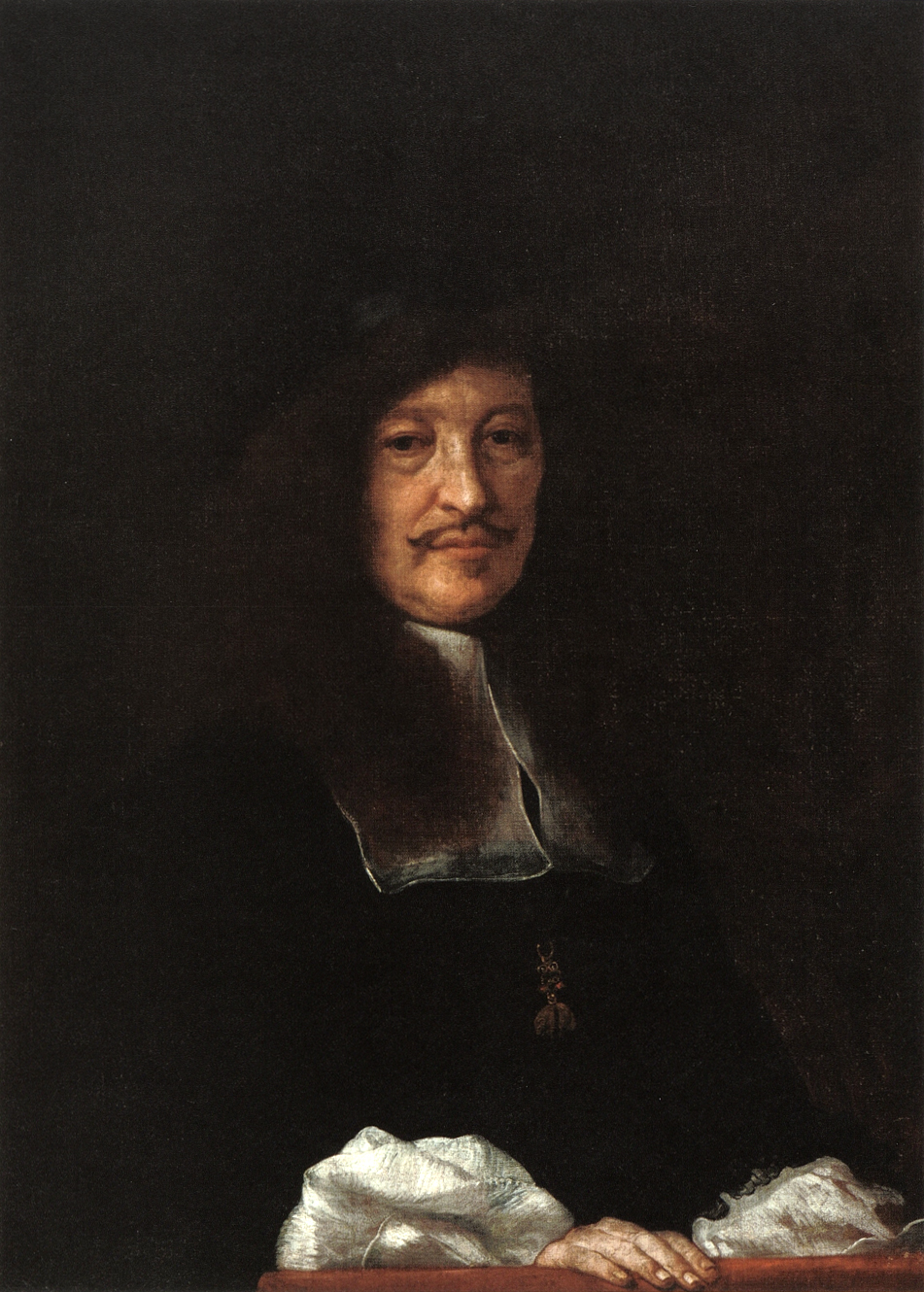
Jan Hertwik Nostitz (1610–1683)

Czeska, hrabiowska gałąź pochodzi od założonej przez Hertwika von Nostitza linii Czocha. Jego prawnuk Johann von Nostitz (zm. 1619), był przewodniczącym rady ziemskiej księstwa wołowskiego, pozostawił dwóch synów, Ottona (II.) i Johanna Hartwiga; od tego pierwszego pochodzi linia rokitnicka, która w 1681 uzyskała tytuł freiherra, w 1675 czeski tytuł hrabiowski, a w 1692 tytuł hrabiego cesarstwa (Reichsgrafa). W 1890 linia zakończyła się na hr. Józefie Nostic (1821–1890).
Założycielem linii Rieneck był drugi syn wymienionego wyżej Johanna von Nostitza, Jan Hertwik Nostic (1610 Wińsko–1683), który działał jako rzeczywisty tajny radca i najwyższy kanclerz Czech. Otrzymał on w testamencie po Ottonie von Nostitzu (III.) Sokolov. W 1631 został freiherrem Sokolova, w 1641 czeskim grafem, w 1651 Reichsgrafem i zainwestował w 1673 w część hrabstwa Rieneck. Główną siedzibą linii Nostitz-Rieneck stał się zamek Pakoměřice, a po wzniesieniu zamku Měšice w 1775 r. tam przeniósł ród swoją siedzibę. Po drugiej wojnie światowej hrabiowie Nostitz-Rieneck zostali deportowani z Czechosłowacji do Austrii, a ich majątek skonfiskowany.

### Śląsk
Śląska, od 1711 r. hrabiowska gałąź wywodzi się z ransauskiej odnogi domu Damitsch. Z tej linii pochodzi pruski generał August Ludwig von Nostitz.

## Herb
Herb szlachecki rodu Nostitz pokazuje w polu niebieskim rogi byka w czerwono-srebrną szachownicę. Na hełmie z czerwono-srebrnym przykryciem rogi.

## Osobistości

### Linia Nostitz-Rieneck

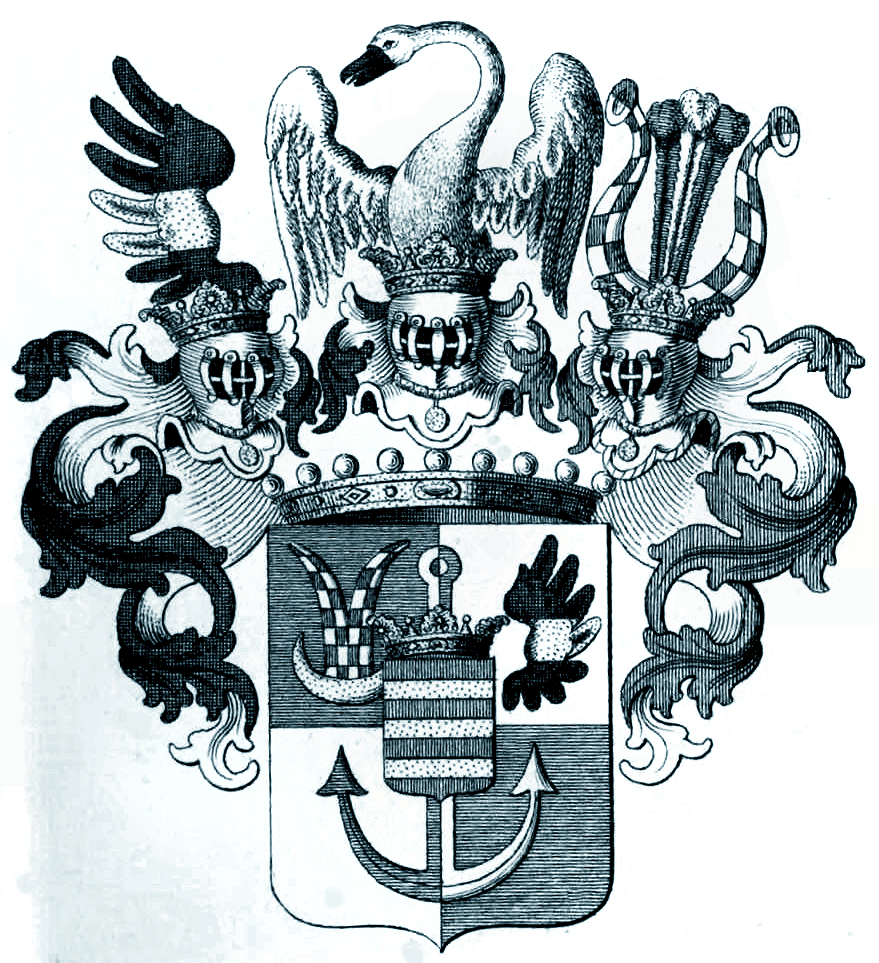
Herb von Nostitz-Rieneck

- Franz Anton von Nostitz-Rieneck (1725–1794), czeski szlachcic i mecenas sztuki
- Friedrich Moritz von Nostitz-Rieneck (1728–1796), austriacki feldmarszałek i prezydent dworskiej rady wojennej
- Johann Nepomuk von Nostitz-Rieneck (1768–1840), cesarsko-królewski Feldmarschalleutnant
- Albert von Nostitz-Rieneck (1807–1871), najwyższy marszałek ziemski (Oberstlandmarschall) czeski
- Erwein von Nostitz-Rieneck (1863–1931), austriacko-czeski polityk i przemysłowiec
- Maria von Nostitz-Rieneck (1863–1934), żona od 1885 Ernsta Emanuela von Silvy-Tarouca
- Maria-Anna von Nostitz-Rieneck (1882–1952), przez małżeństwo Ringhoffer, filantropka
- Zofia Nostitz-Rieneck, żona Friedricha von Nostitza-Rienecka, ur. jako księżniczka von Hohenberg (1901–1990), córka zastrzelonego w Sarajewie arcyksięcia Franza Ferdynanda.

### Linia Nostitz-Wallwitz
- August Ludwig von Nostitz (1777–1866), pruski generał kawalerii, dziedzic Soboty
- Willy von Nostitz (1835-1916), pruski oficer, członek pruskiego parlamentu
- Gustav von Nostitz-Wallwitz (1789–1858), 1839–1846 saski minister wojny
- Hermann von Nostitz-Wallwitz (1826–1906), niemiecki polityk
- Benno von Nostitz-Wallwitz (1865–1955), 1928–1945 prezydent Górnołużyckiego Towarzystwa Gospodarczego w Görlitz
- Alfred von Nostitz-Wallwitz (1870–1953), niemiecki polityk
- Helene von Nostitz-Wallwitz (1878–1944), niemiecka pisarka

### Linia Nostitz-Jänkendorf
- Gottlob Adolf Ernst von Nostitz und Jänkendorf (1765–1836), saski polityk z Górnych Łużyc i literat pod pseudonimem Arthur vom Nordstern
- Karl von Nostitz-Jänkendorf (1781–1838), rosyjski generalleutnant
- Eduard von Nostitz und Jänckendorf (1791–1858), saski prawnik, właściciel ziemski i polityk

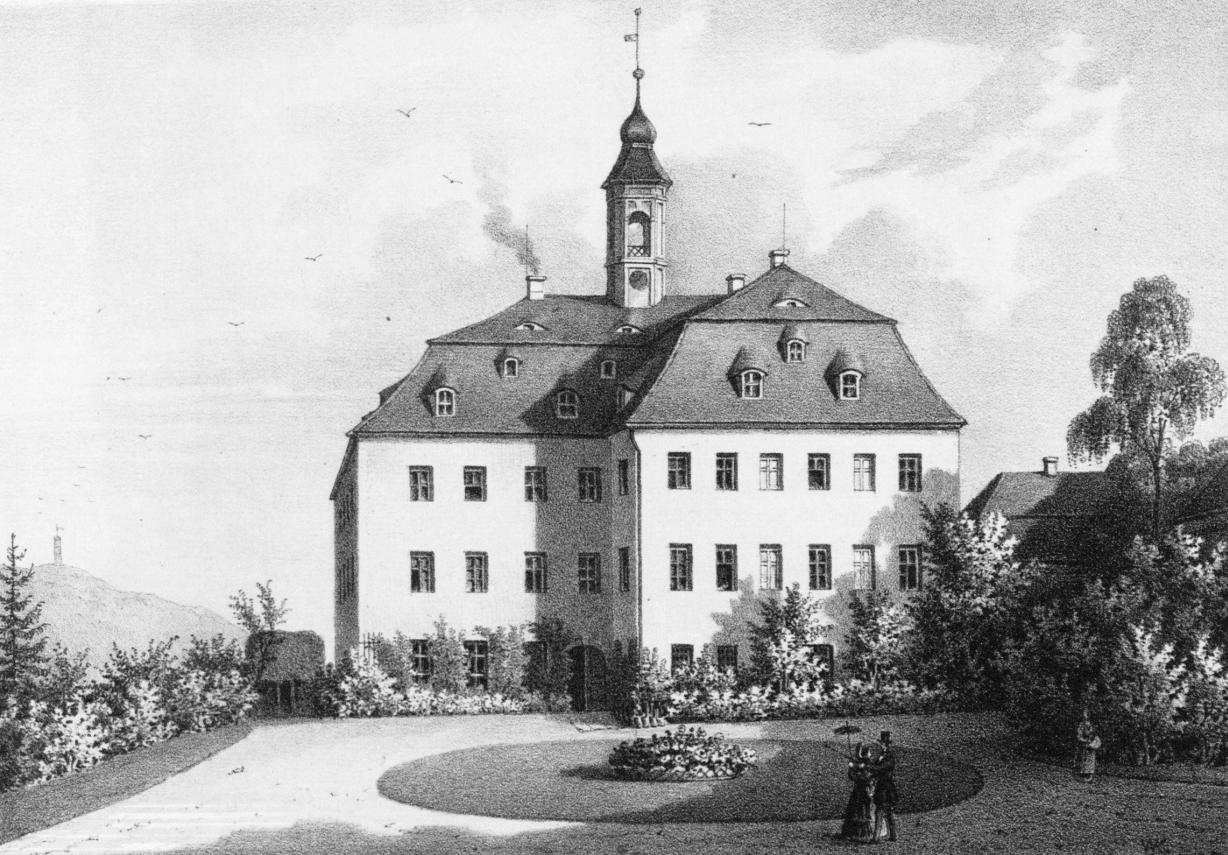
Zamek Unwürde w XIX wieku

### Linia Nostitz-Unwürde
- Ulrich von Nostitz auf Unwürde (1500–1552), przewodniczący rady ziemskiej Górnych Łużyc

### Inni
- Kaspar I. von Nostiz, brał udział w wojnie trzynastoletniej jako dowódca najemników w Chojnicach po stronie zakonu krzyżackiego, które to miasto zostało zmuszone do poddania po trzymiesięcznym oblężeniu[1].
- Kaspar II. von Nostitz (1500–1588) członek rady książęcej[2].
- Ernst Armin von Nostitz (1863–1926), pruski Generalleutnant
- Otto-Ernst von Nostitz (1894–1959), lejtnant w pierwszej wojnie światowej
- Gottfried von Nostitz-Drzewiecky (1902–1976), niemiecki dyplomata
- Karl von Nostitz-Drzewiecky (1767–1838), saski Generalleutnant i komendant twierdzy Königstein
- Konstantin von Nostitz-Drzewiecky (1786-1865), saski Generalleutnant i komendant twierdzy Königstein
- Oswalt von Nostitz (1908–1997), niemiecki dyplomata, pisarz i tłumacz

## Literatura
- Gottlob Adolf von Nostitz und Jänckendorf, Karl von Nostitz-Wallwitz (Hrsg.): Beiträge zur Geschichte des Geschlechts von Nostitz. 4 Hefte. Gressner & Schramm, Leipzig 1874–1977.
- Genealogisches Handbuch des Adels. Band 116, 1998, Adelslexikon